# Operace Zimní bouře

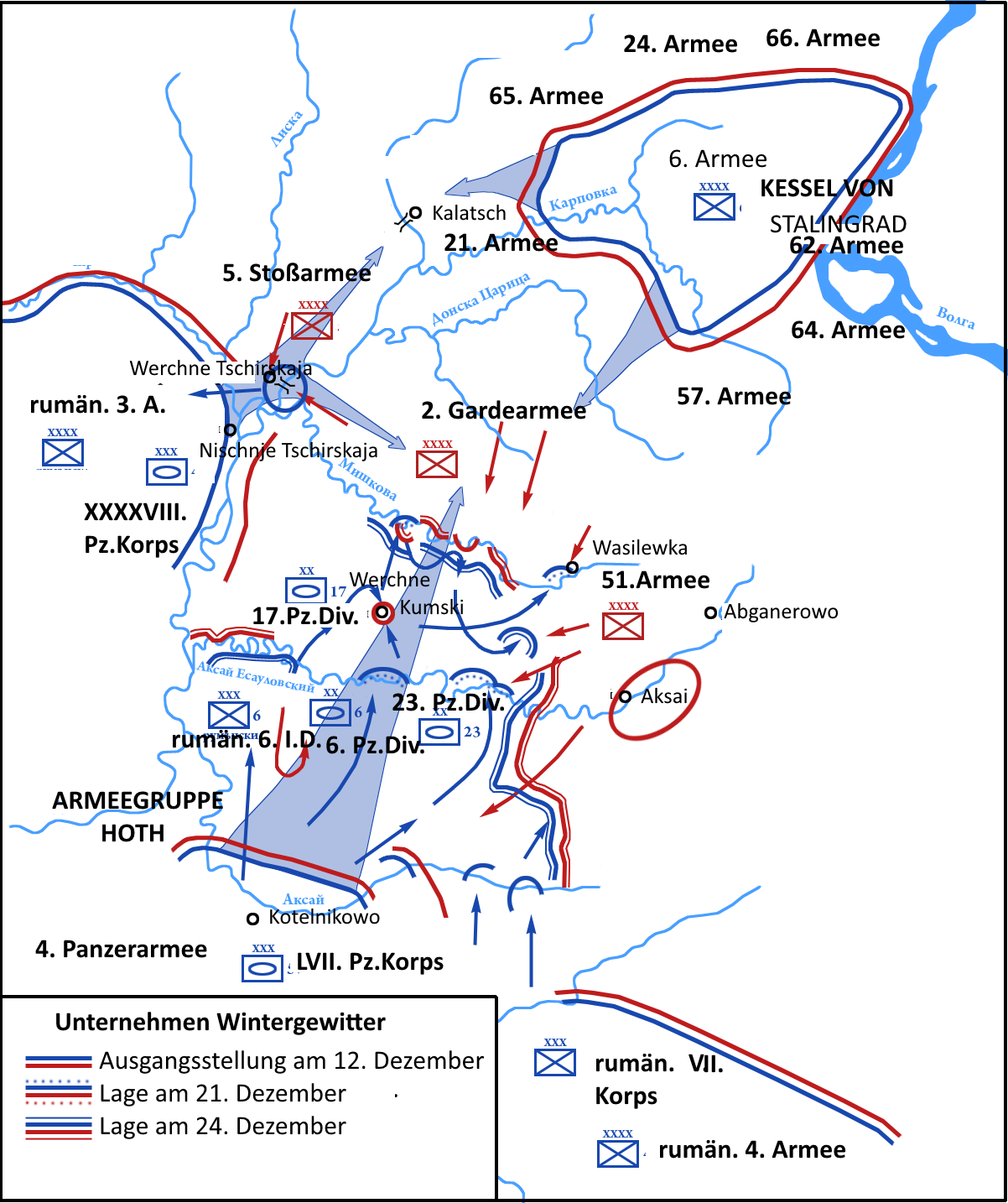
Plán a vývoj operace Zimní bouře

Operace Zimní bouře (něm. Unternehmen Wintergewitter) byla německá protiofenzíva provedená v rámci bitvy o Stalingrad. Německé síly pod vedením maršála von Mansteina se při ní pokusily prolomit obklíčení Paulusovy 6. armády u Stalingradu. Svým útokem, který začal 12. prosince, Rudou armádu zprvu zaskočily a postupně se probily až do vzdálenosti 48 km od Paulusových pozic, nicméně na další samostatný postup neměly dost sil a jelikož Paulus jim odmítl vyrazit se svými jednotkami vstříc a jejich křídla neměla dostatečné krytí, musel von Manstein 23. prosince svůj pokus o uvolnění Paulusovy armády ukončit a o den později se začal stahovat, čímž byl osud německých jednotek u Stalingradu zpečetěn.